# Venersborg (Washington)
Venersborg  est une census-designated place américaine de l'État de Washington dans le comté de Clark. 
La population était de 3 745 habitants en 2010.